# Lima Golf Club
El Lima Golf Club es una asociación civil ubicada en el distrito de San Isidro, en la ciudad de Lima, capital del Perú. Fundado el 28 de mayo de 1924, sus actividades están fundamentalmente orientadas a la práctica del golf, siendo así uno de los más exclusivos y tradicionales clubes de golf del Perú.
Su campo de golf, inaugurado en mayo de 1924, está considerado como el cuarto más antiguo de la cuenca del Pacífico. En la actualidad, el club se halla circundado de modernos y contemporáneos edificios de departamentos, muchos de ellos entre los más lujosos de la ciudad.

## Historia
Hasta 1915, existió un campo de golf en Chucuito, Callao. Ese año, el campo se mudó al Hipódromo de Santa Beatriz, cerca del actual Campo de Marte. Luego, en 1923, un grupo de británicos aficionados al juego de golf, constituido por algunos socios del británico Phoenix Club entre los que se encontraban los señores Frank F. Hixson, Alex Mc Donald, R.G. Brown, se abocaron a la búsqueda de una extensión de terreno idóneo para construir un campo de golf. La búsqueda concluyó cuando don Arturo Porras convenció a uno de los miembros de la familia Moreyra Paz Soldán para que vendiera un lote de 45 hectáreas, parte del fundo de su propiedad en proceso de urbanización, denominado "Conde de San Isidro", a la colonia británica. En ese mismo año se constituyó jurídicamente la compañía "Sociedad Anónima Lima Golf Club", con un capital social de fundación de 10,000 libras peruanas, representado por 400 acciones de 25 libras cada una y se instaló la primera Junta cuyo presidente fue A.S. Cooper.
El 7 de abril de 1924, las obras civiles y el campo estaban prácticamente concluidas a un costo estimado de 15,000 libras peruanas de la época y el Lima Golf Club eligió una nueva Junta presidida por don Frank. F. Hixson. El 28 de mayo de 1924 el presidente de la República, don Augusto B. Leguía, inauguró oficialmente el local del Club y su campo de golf. 
Como el club en un inicio no contaba con un club house, los golfistas se reunían en el Country Club Lima Hotel y caminaban hasta el primer hoyo del campo. Luego del juego, regresaban al Country Club a ducharse, descansar y hacer uso del reconocido bar inglés. El acuerdo entre los golfistas y el Country Club duró hasta 1943 cuando se construyó el local actual en la avenida Camino Real. Con el crecimiento del club, algunas familias de la colonia británica se mudaron a San Isidro y construyeron sus casas alrededor del campo de golf. 
En 1948, Miguel Grau Wiesse fue el primer peruano en ser elegido presidente del Club.

## El Club

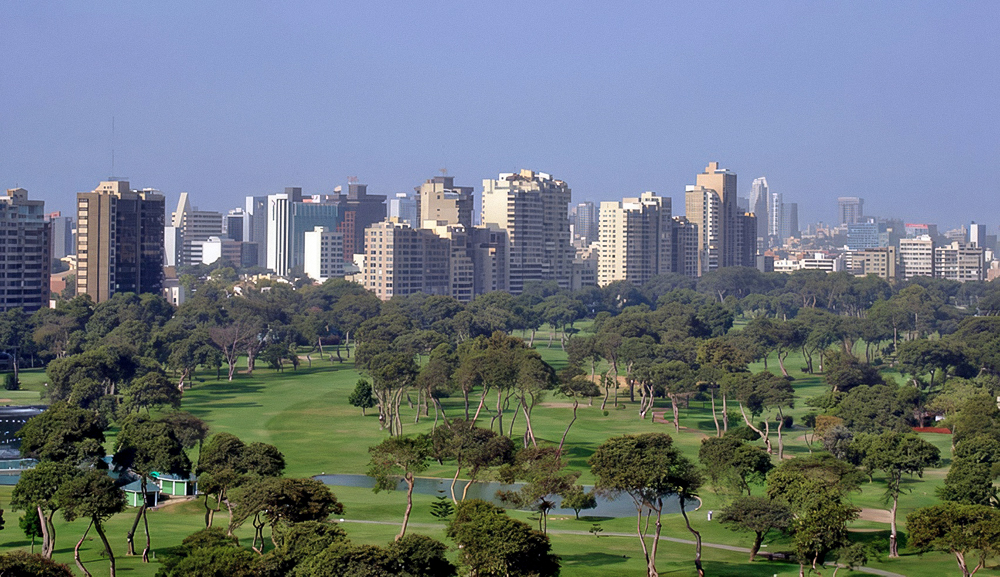
Campo del Lima Golf Club.

Actualmente, es una institución a la que adicionalmente se han incorporado otros deportes como tenis y squash, además de un gimnasio.
El club coopera con la comunidad favoreciendo la oxigenación y el mejoramiento de sus alrededores, además de servir como complemento deportivo para los vecinos que desean realizar caminatas por los contornos de la cancha.
La sede institucional del club tiene 45 hectáreas, con un cerco vivo de 3,600 metros lineales de extensión y disfruta de una ubicación muy céntrica dentro del distrito de San Isidro, considerado uno de los más exclusivos de la ciudad de Lima.
El club está actualmente afiliado tanto a la Federación Peruana de Golf como a la Federación Peruana de Tenis.

## El Campo de Golf
El objetivo principal del Lima Golf Club es fomentar la práctica del deporte del golf; por lo tanto desde su fundación la preocupación de sus directivos ha sido el constante mejoramiento y mantenimiento de la cancha de golf.
El campo de golf tiene un nivel de modernización comparable con las mejores canchas de Latinoamérica; cuenta con una laguna de oxidación dentro del mismo campo y su riego por aspersión es de última tecnología; funcionando semiautomáticamente mediante una computadora central y un sistema de bombeo centralizado.
La maquinaria y tratamientos aplicados a la cancha desde 1993 en forma paulatina, mediante un programa integral dirigido por el Sub-Comité de Cancha, han permitido mejorar notablemente el mantenimiento de la cancha, habiendo recuperado el grass bermuda de los fairways e iniciando para el futuro la mejora de nuestros greens con la siembra de nuevas variedades de grass.
El club cuenta con un Superintendente y un Asistente de Cancha, ambos ingenieros agrónomos con amplios estudios de especialización en la materia, así como con el asesoramiento de expertos de Estados Unidos y Argentina.
Geográficamente, colinda al norte con la avenida Aurelio Miró Quesada, al sur con la avenida Juan Antonio Pezet, al oeste con la avenida Coronel Portillo y al este con la avenida Camino Real, donde se ubica el ingreso principal al Club.